# Герб Біляївського району
Герб Біляївського району — офіційний символ Біляївського району, затверджений 19 серпня 2004 р. рішенням сесії районної ради.

## Опис
Лазуровий щит поділений срібним вістрям на три частини. Справа на щиті золотий пшеничний колосок, зліва золота козацька шабля вістрям догори. На вістрі лазуровий горизонтальний овал зі срібною квіткою водяної лілеї з п'ятьма пелюстками. Щит увінчано золотою територіальною короною. З боків від щита - короткі синьо-жовті стрічки, під якими - золоті виноградні грона з листям. Під щитом - вишитий рушник з написом "Біляївський район".